# 日本キャンプ協会
公益社団法人日本キャンプ協会（こうえきしゃだんほうじんにほんキャンプきょうかい、英:National Camping Association of Japan）は、東京都渋谷区代々木神園町に本部を置く、日本でのキャンプ活動の普及・推進を行う公益社団法人。
公益財団法人日本レクリエーション協会、国際キャンプ連盟、アジアオセアニアキャンプ連盟に加盟している。

## 沿革
- 1965年 - キャンプ研究懇談会発足
- 1966年 - 任意団体として、日本キャンプ協会設立
- 1974年 - 事務局を国立オリンピック記念青少年総合センターに移転
- 1987年 - 国際キャンプ連盟(ICF)に加盟
- 1990年 - 社団法人化し、社団法人日本キャンプ協会に改組
- 1997年 - 『キャンプ研究』創刊、第1回「日本キャンプ会議(現日本キャンプミーティング)」開催
- 2001年 - キャンプインフォメーションセンター開設
- 2004年 - アジアオセアニアキャンプ連盟に加盟
- 2007年 - 静岡県立朝霧野外活動センターの指定管理を開始
- 2012年 - 公益社団法人化し、公益社団法人日本キャンプ協会に改組

## 概要
野外教育としてのキャンプを普及振興している公益法人。キャンプインフォメーションセンターなど一般向けの無料相談も行っている。またキャンプを指導・提供するキャンプ・ディレクター、キャンプ・インストラクターの養成なども行っている。

## 加盟
- 小川テント
- 高島
- モンベル
- 株式会社スペースキー

## 関連団体
- ボーイスカウト
- ガールスカウト
- 日本YMCA同盟
- キリスト教女子青年会（通称：YWCA）